# ديزموند غرين
ديزموند غرين (بالإنجليزية: Desmond Green) هو فنان قتال مختلط أمريكي، ولد في 11 أكتوبر 1989 في روتشستر في الولايات المتحدة.

## وصلات خارجية
- ديزموند غرين على موقع يو إف سي (الإنجليزية)
- ديزموند غرين على موقع بيلاتور (الإنجليزية)
- ديزموند غرين على موقع شيردوغ (الإنجليزية)
- ديزموند غرين على موقع IMDb (الإنجليزية)
- ديزموند غرين على موقع قاعدة بيانات الفيلم (الإنجليزية)